# ایمیان-کوپر
ایمیان-کوپر (انگلیسی: Imyan-Kuper) یک شهرک در شهرستان تویمازینسکی استان باشقیرستان کشور روسیه است.